# كريس جيفريز
كريس جيفريز (بالإنجليزية: Chris Jefferies)‏ مواليد 13 فبراير 1980 في فريسنو، هو لاعب كرة سلة أمريكي معتزل. بدأ مسيرته الاحترافية في سنة 2002. تم اختياره من قبل فريق لوس أنجلوس ليكرز خلال الدرافت. يبلغ طوله 6 قدم 8 بوصة (2.0 م). لعب مع تورونتو رابتورز وشيكاغو بولز. اعتزل اللعب في 2004.

## روابط خارجية
- كريس جيفريز على موقع إن بي أي (الإنجليزية)
- كريس جيفريز على موقع سبورتس رفرنس (الإنجليزية)
- كريس جيفريز على موقع كرة السلة الأوروبية.كوم (الإنجليزية)
- كريس جيفريز على موقع كلية كرة السلة في سبورتس رفرنس.كوم (الإنجليزية)
- كريس جيفريز على موقع ريلجم (الإنجليزية)
- كريس جيفريز على موقع بروبوليرز (الإنجليزية)